# Wolfgang Schluchter
Wolfgang Schluchter (Ludwigsburg, 4 de abril de 1938) es un sociólogo alemán y, a partir de 2006, profesor emérito en la Universidad de Heidelberg. Schluchter es reconocido como un destacado sociólogo de la religión y una autoridad en la historia de la teoría sociológica, en particular en el trabajo de Max Weber. Fue profesor invitado en varias universidades de todo el mundo, incluida la Universidad de Pittsburgh, la Nueva Escuela de Investigación Social y la Universidad de California en Berkeley.

## Obras seleccionadas en traducción al inglés
- Max Weber’s Vision of History. Ethics and Methods. University of California Press, Berkeley, 1979. ISBN 0520052269 (with Guenther Roth)
- The Rise of Western Rationalism: Max Weber's Developmental History. University of California Press, Berkeley, 1985. ISBN 9780520054646
- Rationalism, Religion, and Domination. A Weberian Perspective. University of California Press, Berkeley, 1989.
- Paradoxes of Modernity. Culture and Conduct in the Theory of Max Weber. Stanford University Press, Stanford, 1996.
- Max Weber and Islam. Transaction Publishers, New Brunswick, N.J., 1995 ISBN 1560004002 (edited with Toby Huff)
- Public Spheres and Collective Identities. Transaction Publishers, New Brunswick, NJ, 2000 (edited with Shmuel N. Eisenstadt and Björn Wittrock)